# Hendra Bayauw
Hendra Bayawu (Tulehu, 23 marzo 1993) è un calciatore indonesiano, centrocampista del Persibo Bojonegoro.

## Carriera

### Club
Ha giocato nella prima divisione indonesiana, in cui in carriera ha totalizzato complessivamente 182 presenze e 25 reti.

### Nazionale
Ha giocato nelle nazionali giovanili indonesiane Under-16 ed Under-23.
Nel 2012 ha giocato 5 partite e segnato 2 gol con la nazionale maggiore indonesiana.